# Neoquernaspis beshearae
Neoquernaspis beshearae är en insektsart som beskrevs av Liu och Tippins 1988. Neoquernaspis beshearae ingår i släktet Neoquernaspis och familjen pansarsköldlöss. Inga underarter finns listade i Catalogue of Life.